# Perameles gunnii
El bandicut oriental (Perameles gunnii) vive en Australia en el estado de Victoria en un poblado llamado Hamilton y en Tasmania. Se trata de un pequeño bandicut de un 1 kg con una cola corta.
Se alimenta de insectos.

## En la cultura popular
El famoso Crash protagonista de la saga de videojuegos Crash Bandicoot está inspirado en los bandicuts de perameles gunii.